# Corigliano-Rossano

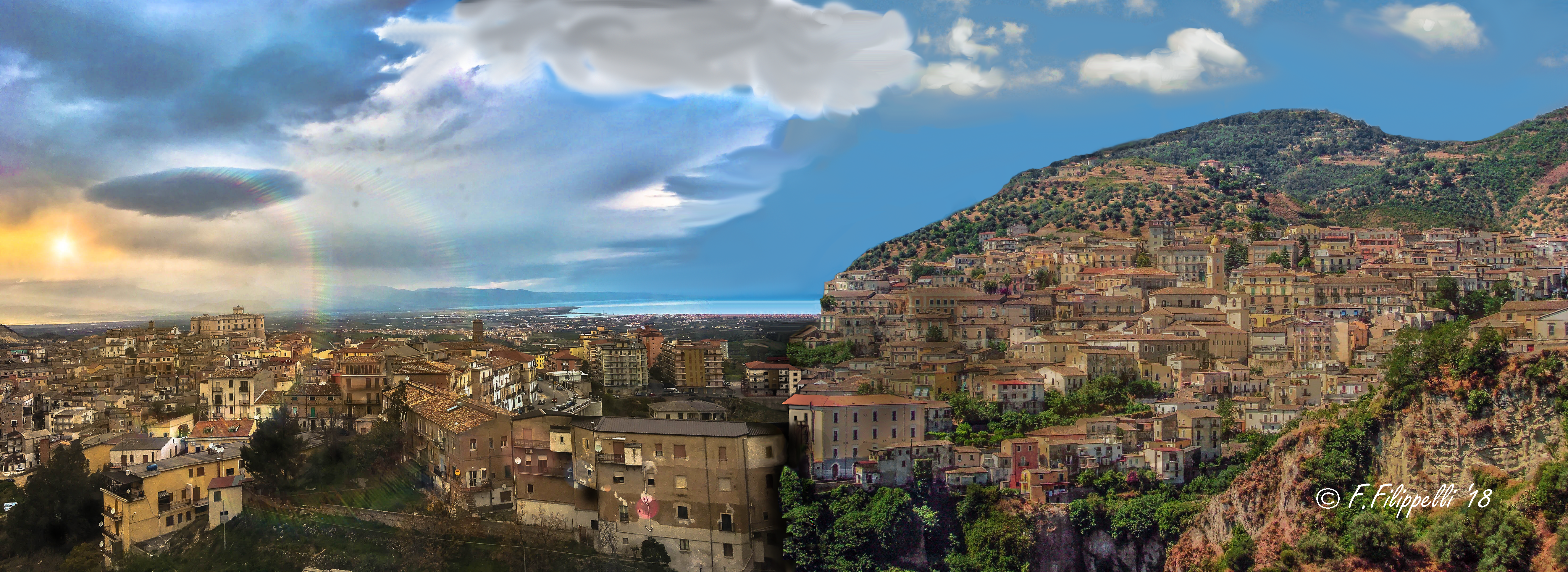
Fotomontage der beiden Stadtteile

Corigliano-Rossano ist eine am 31. März 2018 aus den beiden kalabrischen Städten Corigliano Calabro und Rossano gegründete italienische Gemeinde. Mit 74.268 Einwohnern (Stand 31. Dezember 2023) ist sie die größte Gemeinde der Provinz Cosenza. Nach der Volksabstimmung am 22. Oktober 2017, bei der in Corigliano 61,4 Prozent und in Rossano 94,1 Prozent der Wähler für den Zusammenschluss stimmten, wurde vom kalabrischen Regionalrat am 2. Februar 2018 der Zusammenschluss beschlossen. Am 9. Juni 2019 wurde Flavio Stasi (* 1983 in Rossano) zum Bürgermeister gewählt.
Die Stadt ist Sitz des Erzbistums Rossano-Cariati, ist 356 Quadratkilometer groß bei einer Bevölkerungsdichte von 217 Einwohnern pro Quadratkilometer und grenzt an die Gemeinden Acri, Calopezzati, Cassano allo Ionio, Cropalati, Crosia, Longobucco, Paludi, San Cosmo Albanese, San Demetrio Corone, San Giorgio Albanese, Spezzano Albanese, Tarsia und Terranova da Sibari.